# 8 cm FK M.5

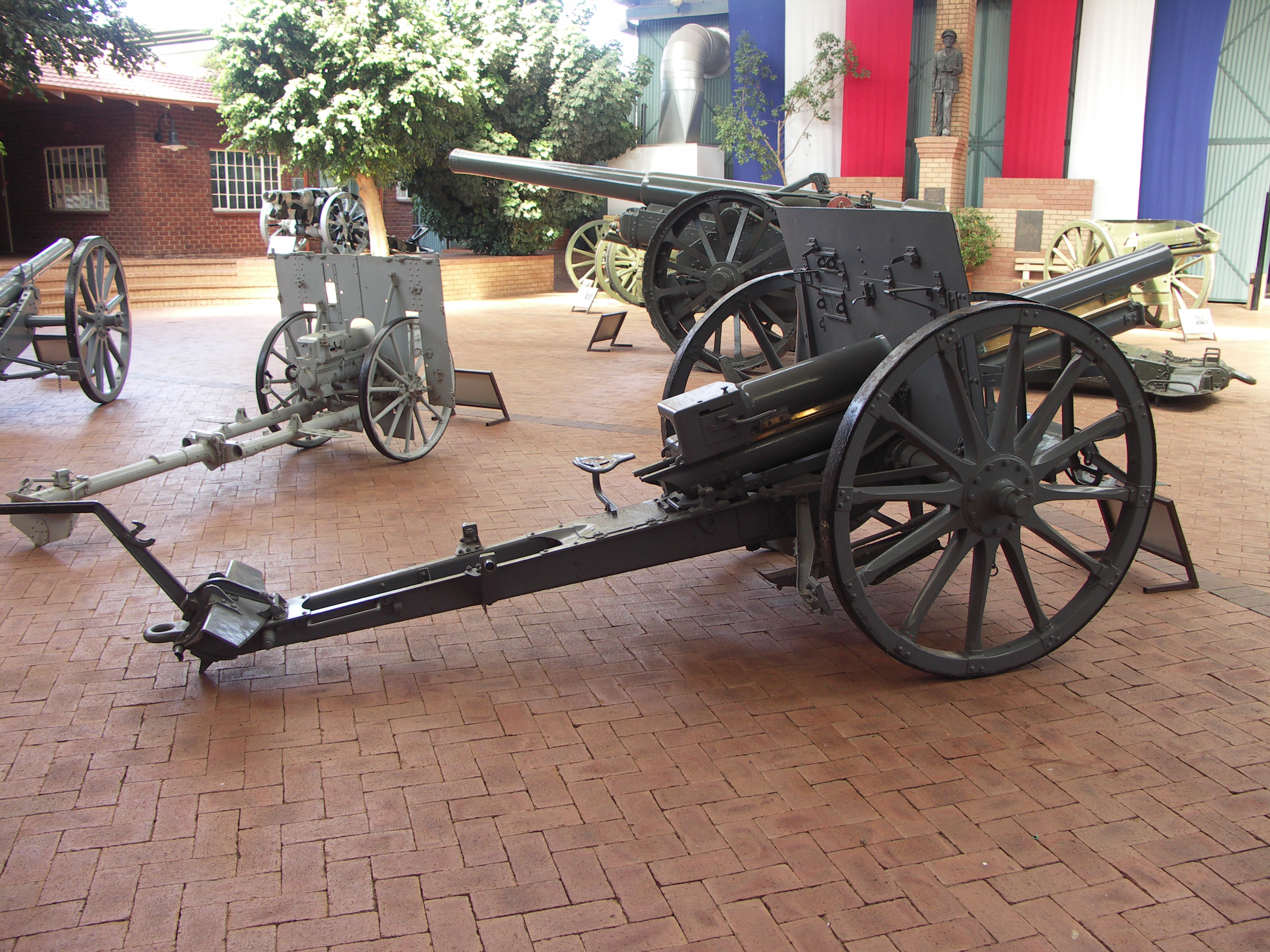

8 cm armata polowa wzór 1905 (niem. 8 cm Feldkanone M.5) – austriacka armata polowa kalibru 76,5 mm z okresu I wojny światowej, skonstruowana w zakładach Škoda.

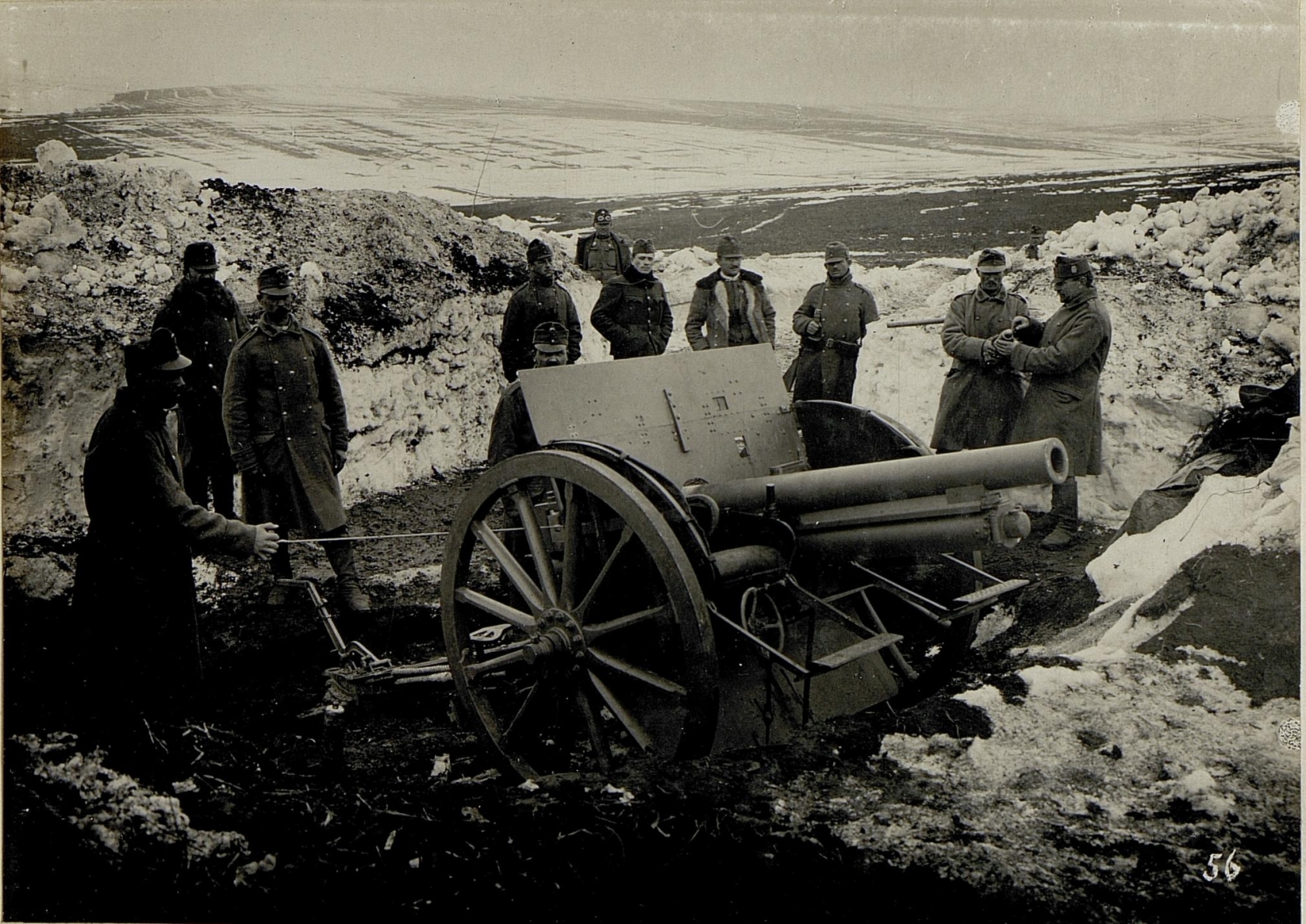
Armata w służbie austro-węgierskiej, 1915

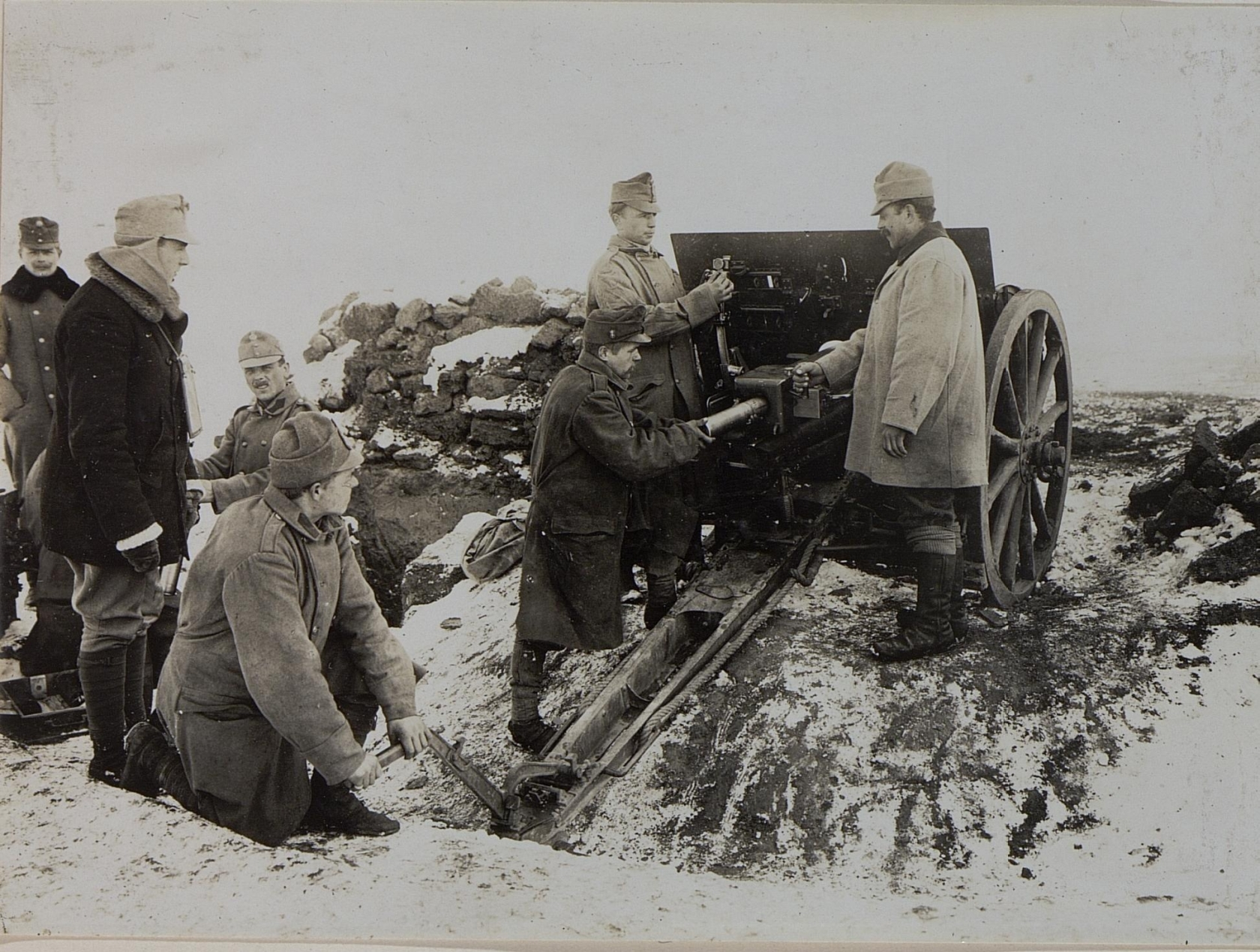
Armata w służbie austro-węgierskiej

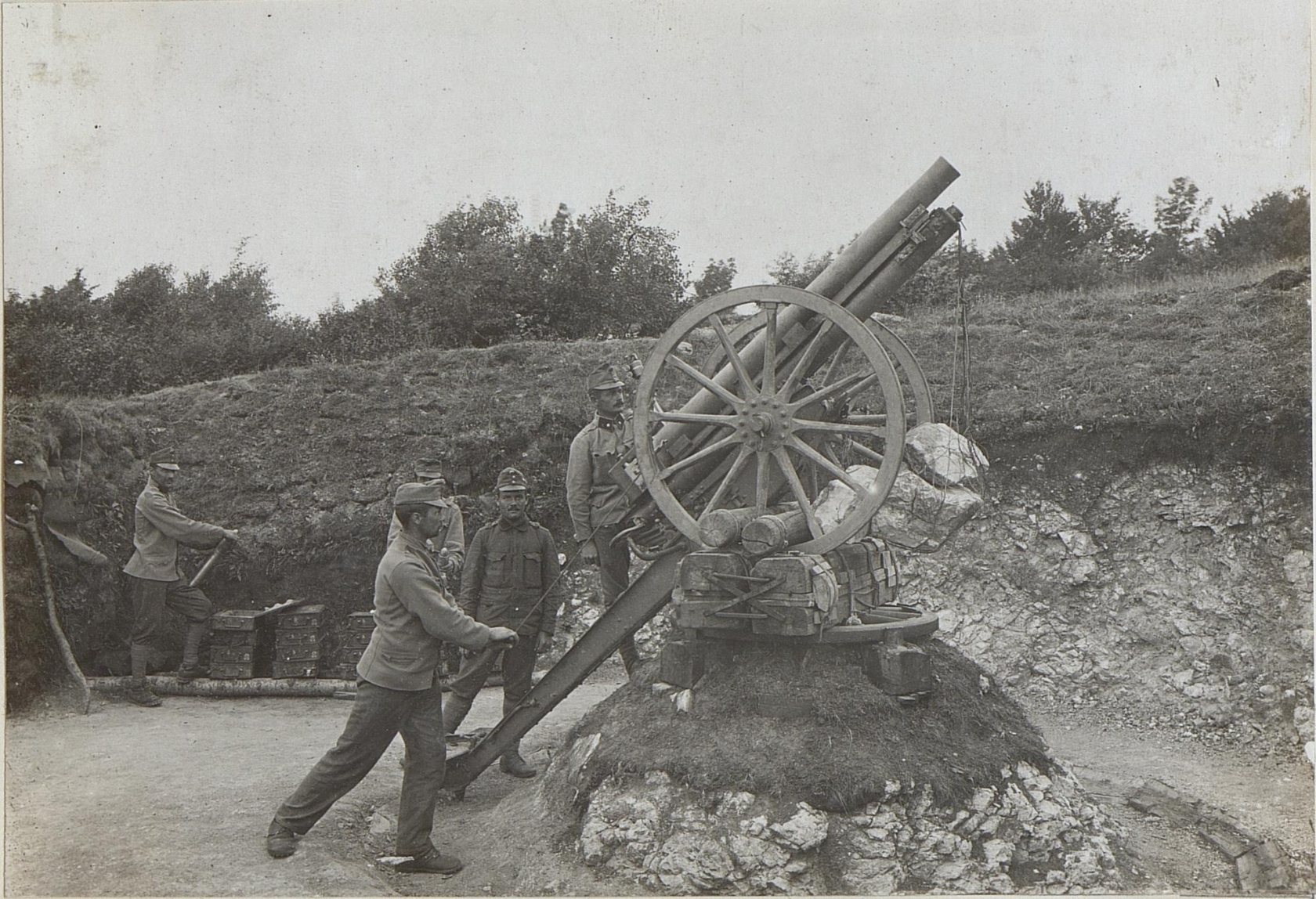
Armata w położeniu do ognia przeciwlotniczego

Armata znajdowała się na uzbrojeniu artylerii sił zbrojnych Monarchii Austro-Węgierskiej. Była wykorzystywana w czasie I wojny światowej.
Na początku 1915 r. znalazła się na uzbrojeniu 1 Pułk Artylerii Legionów. W latach dwudziestych XX wieku armaty posiadał III dywizjon 22 Pułku Artylerii Polowej. 
7 listopada 1918 r. bateria por. Stanisława Królikiewicza uzbrojona w trzy 8 cm armaty polowe wzór 1905, jako pierwszy zorganizowany pododdział artylerii, wsparła ogniem obrońców Lwowa.
| Dane                                   | 8 cm FK M.5             | Canon de 75 mle 1897 |
| -------------------------------------- | ----------------------- | -------------------- |
| długość lufy w milimetrach i kalibrach | 2295 mm L/30            | 2720 mm L/36         |
| donośność max                          | 7300 m                  | 6900 m               |
| donośność przy strzelaniu szrapnelem   | 7000 m                  | 7900 m               |
| donośność przy strzelaniu kartaczem    | 450 m                   | –                    |
| masa pocisku podstawowego (granatu)    | 6,68 kg                 | 6,26 kg              |
| prędkość początkowa pocisku            | 536 m/s                 | 542 m/s              |
| nabój                                  | zespolony               | zespolony            |
| ładunek                                | jednolity               | jednolity            |
| lufa                                   | spiżowa                 | stalowa              |
| kaliber lufy                           | 76,5 mm                 | 75 mm                |
| zamek                                  | klinowy                 | półautomatyczny      |
| łoże                                   | jednoogonowe            | jednoogonowe         |
| kąt nachylenia lufy                    | -7,5° +18°              | -11° +18°            |
| poziomy kąt ostrzału                   | 6°                      | 6°                   |
| oporopowrotnik                         | hydrauliczno-sprężynowy | olejowo-powietrzny   |
| długość odrzutu lufy                   | 1250 + 1310 mm          | 1250 mm              |
| masa bojowa                            | 1010 kg                 | 1177 kg              |
| masa marszowa                          | 1910 kg                 | 1956 kg              |
| masa przodka                           | 887 kg                  | 780 kg               |
| masa lufy z zamkiem                    | 335 kg                  | 461 kg               |
| masa łoża                              | 650 kg                  | –                    |
| szybkostrzelność                       | 18 strz./min.           | 25 strz./min.        |
| trakcja                                | 6 konna                 | 6 konna              |
| obsługa działa                         | 5                       | 7                    |
| szybkość marszowa max                  | 17 km/h                 | 15 km/h              |